# フィアット・806
フィアット 806(Fiat 806)は、フィアットが製造したグランプリカー。

## 概要
U型12気筒排気量1500ccのエンジンを備えていた。1927年9月に深紅のマシンは大観衆の見守る中ミラノグランプリで優勝した。フィアットはグランプリレースから撤退する事を決めていたので優れていたにもかかわらず、以後は出場せず、ジョヴァンニ・アニェッリの指示で車両は解体された。